# The Prey (film fra 1920)
The Prey er en amerikansk stumfilm fra 1920 af George L. Sargent.

## Medvirkende
- Alice Joyce som Helen Reardon
- Henry Hallam som Robert Reardon
- Jack McLean som Jack Reardon
- Harry Benham som James Calvin
- L. Rogers Lytton som Henry C. Lowe
- H.H. Pattee som Nathan Sloane
- William H. Turner som Williard
- Cecil Kern som Jesse
- Roy Applegate som Pete Canard